# Deuteranopia

Centre: espectre normal.

Espectre que visualitza una persona amb deuteranopía

La deuteranopia o deuteranopsia és una disfunció visual que consisteix en l'alteració de la percepció del color.
Els cons de la retina responsables de la recepció de llum amb longitud d'ona corresponent al color verd estan absents o no són funcionals. Per tant, existeix una deficiència a l'hora de discriminar entre el verd i el vermell.
Hi ha ulleres específiques per a l'optimització de la percepció dels colors encara que no corregeixen ni curen la deuteranopia, tanmateix permeten diferenciar amb més exactitud la diferència entre colors o matisos.

## Visió canina
Els gossos tenen visió amb deuteranopia, una forma de visió dicromàtica. En el cas dels humans això es considera un daltonisme que afecta el vermell i el verd; els perceben com a gris i només poden veure tonalitats grogues i blaves.

## Altres característiques
La visió del gos sembla estar enfocada en la caça: no permet veure els detalls tan clarament, però permet una eficaç percepció de moviments. Tenen una excel·lent visió nocturna o crepuscular gràcies a l'ús del tapetum lucidum (una pantalla reflectiva que es troba a l'interior de l'ull). El camp visual del gos es troba entre els 240 - 250 graus, bastant més gran que l'humà, aproximadament de 180 graus.